# Between Two Fires (Stargate SG-1)
Between Two Fires (Entre Dos Fuegos) es el noveno episodio de la quinta temporada de la serie de televisión de ciencia ficción Stargate SG-1, y el nonagésimo séptimo de toda la serie.

## Trama
El SG-1 asiste al funeral de Omoc en Tollana. Para sorpresa de ellos descubren que solo algunos asistieron, en general los que Omoc más apreciaba. Antes de volver Narim le da a Carter en secreto un mensaje holográfico diciéndole que Omoc antes de morir le advirtió que la Tierra estaba en peligro. Regresan al día siguiente, para hablar con Narim aprovechando que la Alta Canciller Travell les dijo que volvieran para discutir un asunto muy importante. Al llegar Narim le cuenta que él piensa que Omoc fue asesinado ya que el equipo médico que fue a ayudar a Omoc tuvo un extraño retraso para asistirlo, siendo que el sistema de ayuda médica Tollano es a prueba de tardanzas. Teal'c y Carter lo acompañan a su casa a seguir investigando, mientras Daniel y O’Neill van a ver a la canciller. Para su asombro la canciller les informa que el Consejo Tollano quiere hacer un intercambio comercial con la Tierra. A cambio de Trinium del SGC ellos están dispuestos a darles cañones iónicos como los que usan para defender Tollana. Esto es un cambio radical en su política y parecería ser el resultado de la partida de Omoc que siempre estuvo en contra de dar tecnología avanzada a la Tierra. El SG-1 vuelve a la base para informar la situación y deciden seguir a delante con los negociaciones.
Al volver Daniel y Jack le informan a Travell que para que el SGC acepte su propuesta ellos deben dar a cambio por lo menos 38 cañones iónicos, ya que uno solo no podría proteger todo el planeta. Mientras, Narim, Carter y Teal'c descubren que en los registros del gobierno Tollano faltan algunas horas de un día, hace ya semanas; alguien las borro.
Luego el SG-1 se reúne y O'Neill informa para sorpresa de todos y el enojo de Narim, que el gobierno Tollano aceptó dar los 38 cañones. Sabiendo que algo anda mal, Narim Carter y Daniel se infiltran en el despacho de la canciller Travell, mientras O'Neill y Teal'c siguen el Trinium dado a los Tolanos. Narim descubre que en las horas que faltan del día en cuestión, ocurrió que una Nave Goa'uld llegó a la órbita Tollana y cuando le dispararon esto no la destruyó como se esperaba, pero que luego la nave se fue. O'Neill en esos momentos descubre junto con Teal'c unas nuevas armas Tollanas, que Narim también encuentra en los registros y dice que son de destrucción masiva y que poseen tecnología de desfase lo que les permitiría atravesar tanto objetos sólidos como escudos. De hecho piensa que fueron creadas para combatir a las nuevas Naves Goa'uld, pero Carter cree que hay algo que no calza y esto se confirma cuando Travell y varios guardias los atrapan. La realidad se revela cuando aparece ante ellos Tanith, quien viene a recoger las nuevas armas Tollanas en nombre su nuevo amo. Travell explica a Narim que hacen esto para evitar que Tollana fuera destruida, pero él no lo acepta y logra escapar. Después encuentra a Teal'c y Jack, les explica la situación y trazan un plan. Teal'c y O'Neill son llevados junto con el resto frente a Tanith. Cuando este se va Travell se da cuenta de que el transmisor de salud de Narim lo tiene O'Neill. En esos momentos un cañón iónico, controlado por Narim, destruye el almacén de las nuevas bombas. Travell se retira dejando encerrados al SG-1 pero Narim logra sacarlos. Tollana entonces comienza a ser atacada, pero mientras el equipo escapa, Narim se queda para ayudar a su pueblo.
Después de algún tiempo, el SGC recibe una transmisión subespacial de Tollana; es de Narim, quien dice que logró salvar algunas personas en una nave, mientras muchas otras eran derribadas por los Goa'uld y los últimos trataban de defenderse, pero en ese momento la comunicación se pierde y el equipo supone que fue derribado.

## Artistas invitados
- Garwin Sanford como Narim.
- Marie Stillin como la Alta Canciller Travell.
- Peter Wingfield como Tanith.
- Gary Jones como Walter Harriman.
- Ryan Silverman como Guardia Tollano.